# La Rioja (Argentina)
 For alternative betydninger, se La Rioja (flertydig). (Se også artikler, som begynder med La Rioja)
La Rioja er hovedby i provinsen Provincia de La Rioja, Argentina, som ligger i det nordvestlige Argentina. Byen ligger ved foden bjergene Sierras Pampeanas og har ca. 180.995 (2010) indbyggere.

## Historie
Byen blev grundlagt i 1591 af Ramírez de Velasco. Frem til slutningen af det 19. århundrede var dette den eneste by af særlig betydning i provinsen, den havde 8.000 indbyggere. Mellem 1975 og 2001 blev indbyggertallet tredoblet.

## Næringsliv
Frem til slutningen af 1970'erne var byen præget af jordbrug og vinproduktion. En bevidst udviklingspolitik har ført til at byen i dag har en mere varieret industri, og er blandt andet er et centrum for Farmakologisk industri.